# Élections législatives tibétaines de 1991
Les Élections législatives tibétaines de 1991 se sont tenues en février 1991 grâce aux travaux d'une Commission électorale tibétaine, permettant à 32 880 Tibétains d'élire 43 députés membres du Parlement tibétain en exil. Samdhong Rinpoché a été nommé par le dalaï-lama entre 1991 et 1995, et sera plus tard élu unanimement président du Parlement de 1991 à 2001.
La 11e Assemblée tibétaine, élue le 29 mai 1991, qui siégea jusqu'au 28 mai 1996, compte 46 membres.

## Etape de la démocratisation tibétaine
Les institutions tibétaines en exil franchissent une étape de plus vers la démocratie en 1991 quand l'Assemblée passa de 12 à 46 membres, la 11e assemblée devenant un véritable corps parlementaire. En mai 1991, les 46 membres élus élisent le Kashag composé de 8 ministres, qui deviennent responsables devant l'Assemblée.
Le 14 juin 1991, l'Assemblée devint l’autorité législative des Tibétains en exil, incluant dans son mandat l’élection du Cabinet des ministres. Cette même année, l’Assemblée publia la Charte des Tibétains en exil explicitant leurs droits et leurs devoirs.
Selon Julien Cleyet-Marel, la Charte des Tibétains en exil a pour but de permettre, par un processus lent et graduel, la responsabilisation des Tibétains pour la politique du Tibet, afin de créer une cohésion sociale et politique du peuple tibétain par des institutions démocratiques même en l'absence du dalaï-lama.

## Liste des parlementaires de la11eAssemblée tibétaine
| Nombre (et position) | Membre                                                                      | Corps électoral ou tradition |
| -------------------- | --------------------------------------------------------------------------- | ---------------------------- |
| 1 Président          | Samdhong Rinpoché                                                           | Nommé par le dalaï-lama      |
| 2 Vice-Président     | Jadur Sonam Sangpo                                                          | Tradition Bönpo              |
| 3                    | Lingtsang Tenkyab (démissionne , remplacé par Thubten Nyima),               | Tradition Nyingmapa          |
| 4                    | Tsering Phuntsok                                                            | ""                           |
| 5                    | Lodoe Tharchin                                                              | Tradition Kagyupa            |
| 6                    | Kunga Tsering                                                               | ""                           |
| 7                    | Pema Jungney                                                                | Tradition Sakyapa            |
| 8                    | Jamyang Soepa                                                               | "                            |
| 9                    | Goshar Geshe Lobsang Wangyal,                                               | Tradition Gelugpa            |
| 10                   | Ngag-ri Yonten Phuntsok                                                     | "                            |
| 11                   | Dromo Geshe Namgyal Nyima                                                   | Tradition Bönpo              |
| 12                   | Sharling Pema Dechen                                                        | Ü-Tsang                      |
| 13                   | Gyaltse Namgyal Wangdue                                                     | "                            |
| 14                   | Dhingri Rachu Tsering Lhamo (décès, remplacé par Ghe-nyen Choedon)          | "                            |
| 15                   | Karma Gyatso                                                                | "                            |
| 16                   | Karma Chophel                                                               | "                            |
| 17                   | Namkha Tenzin                                                               | "                            |
| 18                   | Norbu Dhargye                                                               | "                            |
| 19                   | Ngawang Gelek (décès, remplacé par Gonshar Tashi Wangdue)                   | "                            |
| 20                   | Nyima Dhondub                                                               | "                            |
| 21                   | Pema Tsewang                                                                | "                            |
| 22                   | Adruk Tamdin Choekyi                                                        | Kham                         |
| 23                   | Tridu Chime Namgyal (démissionnaire, remplacé par Orgyen Tobgyal)           | "                            |
| 24                   | Nangchen Tsering Choedon (décès, remplacé par Pema Choejor (Pema Chinnjor)) | "                            |
| 25                   | Lingtsang Pema Delek (démissionnaire, mais retirée de l'élection partielle) | "                            |
| 26                   | Karze Serga                                                                 | "                            |
| 27                   | Chime Dorje                                                                 | "                            |
| 28                   | Sonam Tobgyal                                                               | "                            |
| 29                   | Nagkhung Dorje                                                              | "                            |
| 30                   | Hotso Kunga Yonten                                                          | "                            |
| 31                   | Dolma Gyari démissionnaire, mais retirée de l'élection partielle)           | "                            |
| 32                   | Taktser Tenzin Choedon                                                      | " Amdo (Do-Mey)              |
| 33                   | Sharpa Tsering Dhondub (démissionnaire, remplacé par Tsering Peldron)       | "                            |
| 34                   | Ngari Rinpoché Tenzin Choegyal                                              | "                            |
| 35                   | Kirti Dolkar Lhamo                                                          | "                            |
| 36                   | Dhugkar Tsering                                                             | "                            |
| 37                   | Gonpo Dhondub                                                               | "                            |
| 38                   | Gomang Tenpa                                                                | "                            |
| 39                   | Widoe Thubten Woeser                                                        | "                            |
| 40                   | Soepa Gyatso                                                                | "                            |
| 41                   | Kirti Tashi Dhondub                                                         | "                            |
| 42                   | Phuntsok Wangyal                                                            | Europe                       |
| 43                   | Tsering Dorje                                                               | Europe                       |
| 44                   | Thubten Samdup                                                              | Amerique                     |
| 45                   | Khetsun Sangpo                                                              | Nommé par le dalaï-lama      |
| 46                   | Me-O Gonpo Tso                                                              | "                            |